# Ye Yifei
Dans ce nom chinois, le nom de famille, Ye, précède le nom personnel.
Ye Yifei (chinois : 葉一飛, pinyin : Yè Yīfēi), né le 16 juin 2000 à Xi'an, est un pilote automobile chinois. Il est sacré champion de France de Formule 4 à l'issue de la saison 2016. Après une saison décevante en Formule 3 FIA en 2019, il est champion d'Euroformula Open en 2020.
Le 15 juin 2025, il remporte les 24 Heures du Mans à bord de la Ferrari 499P d'AF Corse, devenant le premier pilote chinois à gagner cette course.

## Biographie

### Débuts en karting
Ye Yifei débute en karting en 2010 à l'âge de dix ans. Il évolue l'année suivante en championnat de Chine de karting où il est sacré champion. Il l'emporte une seconde fois en 2012.
Arrivé au Mans à l'âge de 14 ans, il intègre en 2014 la FFSA Academy. Il apprend le français et passe son brevet et son bac au Mans. Ses résultats lui permettent d'internationaliser sa carrière et de piloter dans différents championnats, notamment dans le championnat junior du CIK-FIA European KF (en).

### Débuts en monoplace et titre en F4 France (2015-2016)
En 2015, Ye Yifei accède à la monoplace avec deux engagements à l’année, l'un dans le championnat de France F4 2015 et l’autre en championnat d'Italie de Formule 4. Dans ce dernier, il ne parvient à accrocher qu'un podium en 15 courses, mais en F4 France, il remporte deux courses lors des deux dernières manches de la saison, lui permettant de figurer quatrième au championnat Junior.
Le même programme est reconduit en 2016. Sur ses 17 courses italiennes, il glane deux podiums obtenus lors de la manche de l'Adria International Raceway, mais surtout, il est sacré champion de France de Formule 4 après avoir largement dominé la saison. En effet, terminant avec près de 150 points d'avance sur le deuxième au classement, Ye Yifei totalise 10 poles et 14 victoires en 23 courses ainsi que deux manches parfaites au Castellet et à Lédenon avec à chaque fois quatre victoires en quatre courses.

### Continuation en Formule Renault (2017-2018)

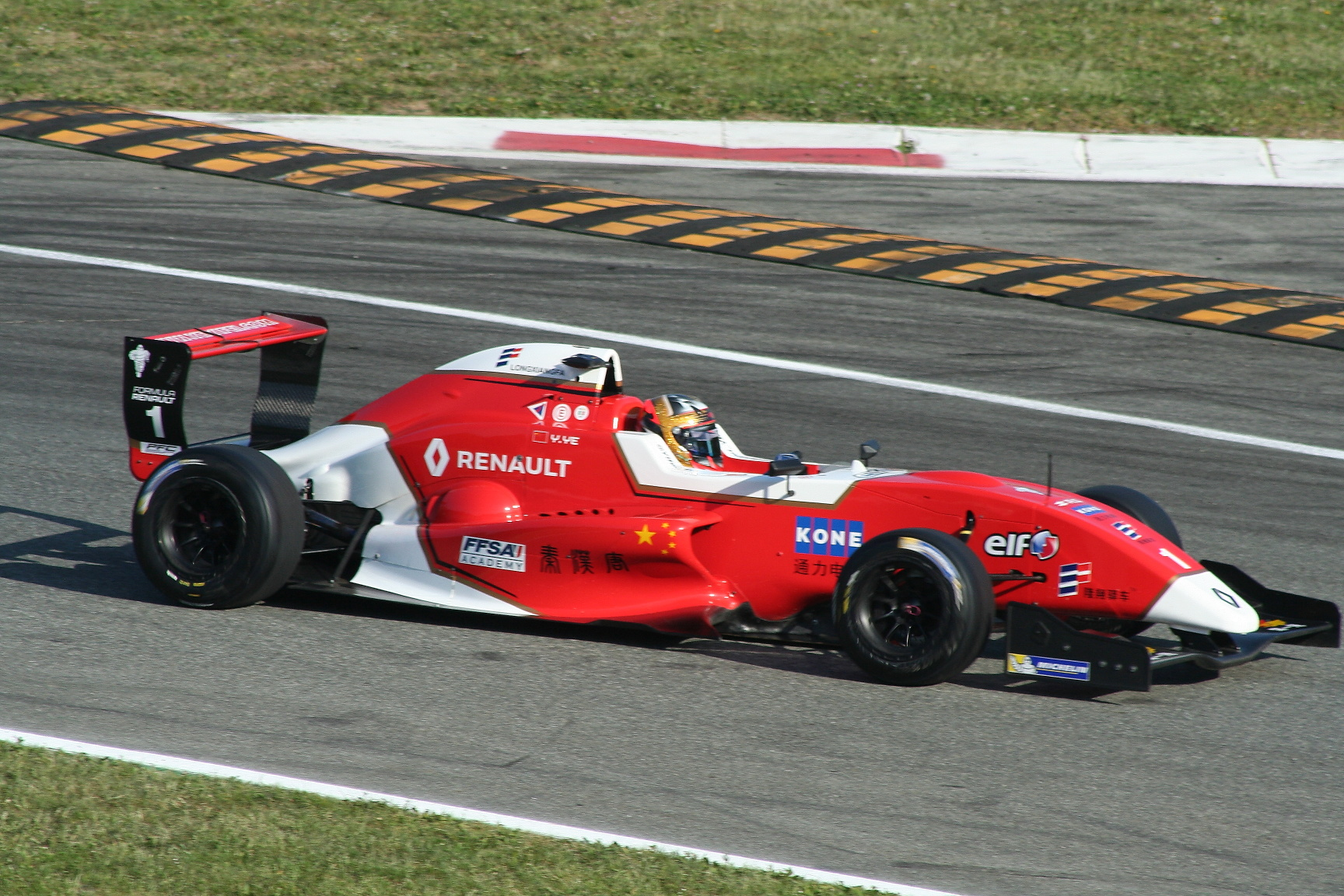
Ye Yifei en Formule Renault 2.0 en 2017 à Monza.

Il s'engage en 2017 dans l'Eurocup Formula Renault 2.0 au sein du Josef Kaufmann Racing. Engrangeant trois podiums en 23 courses, il termine huitième au classement général. Il pilote aussi dans la même équipe en Formula Renault 2.0 NEC, remportant les deux dernières courses de la saison disputées à Hockenheim.
Il poursuit en Eurocup Formula Renault 2.0 pour la saison 2018 du championnat et toujours avec le Josef Kaufmann Racing. Il décroche sa première victoire à Monza et devient le premier pilote chinois à remporter une course en Formule Renault Eurocup. Il déclarait d'ailleurs peu avant vouloir « devenir le premier pilote de F1 chinois ». À mi-saison, il pointe en tête du classement. Il s'impose à nouveau au Hungaroring mais ne termine qu'à deux reprises sur le podium lors des six dernières courses. Max Fewtrell, vainqueur trois fois consécutivement dans le même temps, est sacré champion, tandis que Ye Yifei termine la saison à la 3e place du championnat avec 239 points.

### Montée en Formule 3 puis descente en Euroformula (2019-)
Début 2019, Ye Yifei est recruté par Hitech Grand Prix pour disputer le championnat de Formule 3 FIA 2019. En avril 2019, il intègre la Renault Sport Academy, le programme de jeunes pilotes de Renault F1 Team. Après une saison catastrophique (21e et quatre points) où il perd le soutien de Renault, Ye Yifei redescend en Euroformula Open chez CryptoTower Racing (soutenue techniquement par Motopark) pour la saison 2020.

## Résultats aux 24 Heures du Mans
| Année | Équipe           | no | Châssis      | Moteur                        | Pneus    | Catégorie | Équipiers                           | Tours | Pos.       | Class Pos. |
| ----- | ---------------- | -- | ------------ | ----------------------------- | -------- | --------- | ----------------------------------- | ----- | ---------- | ---------- |
| 2021  | Team WRT         | 41 | Oreca 07     | Gibson GK428 4,2 l Turbo V8   | Goodyear | LMP2      | Louis Delétraz Robert Kubica        | 362   | Non classé | Non classé |
| 2022  | Cool Racing      | 37 | Oreca 07     | Gibson GK428 4,2 l Turbo V8   | Goodyear | LMP2      | Niklas Krütten Ricky Taylor         | 369   | 6e         | 2e         |
| 2023  | Hertz Team Jota  | 38 | Porsche 963  | Porsche 9RD 3,9 l Turbo V8    | Michelin | Hypercar  | António Félix da Costa Will Stevens | 244   | 40e        | 13e        |
| 2024  | Ferrari AF Corse | 83 | Ferrari 499P | Ferrari F154CB 3,9 l Turbo V6 | Michelin | Hypercar  | Robert Shwartzman Robert Kubica     | 248   | Abandon    | Abandon    |
| 2025  | Ferrari AF Corse | 83 | Ferrari 499P | Ferrari F154CB 3,9 l Turbo V6 | Michelin | Hypercar  | Phil Hanson Robert Kubica           | 387   | Vainqueur  | Vainqueur  |

## Résultats en compétition automobile

### Résultats en monoplace
| Saison | Championnat                        | Écurie                      | Courses | Victoires | Pole positions | Meilleurs tours | Podiums | Points | Classement |
| ------ | ---------------------------------- | --------------------------- | ------- | --------- | -------------- | --------------- | ------- | ------ | ---------- |
| 2015   | Championnat de France de Formule 4 | Autosport Academy           | 21      | 2         | 0              | 0               | 2       | 73     | 12e        |
| 2015   | Championnat d'Italie de Formule 4  | kfzteile24 Mücke Motorsport | 15      | 0         | 0              | 0               | 1       | 10     | 21e        |
| 2016   | Championnat de France de Formule 4 | Autosport Academy           | 23      | 14        | 10             | 17              | 15      | 420    | Champion   |
| 2016   | Championnat d'Italie de Formule 4  | kfzteile24 Mücke Motorsport | 18      | 0         | 0              | 2               | 2       | 79     | 10e        |
| 2017   | Eurocup Formula Renault 2.0        | Josef Kaufmann Racing       | 23      | 0         | 0              | 1               | 3       | 106.5  | 8e         |
| 2017   | Formula Renault 2.0 NEC            | Josef Kaufmann Racing       | 7       | 2         | 2              | 2               | 5       | 104    | 8e         |
| 2018   | Eurocup Formula Renault 2.0        | Josef Kaufmann Racing       | 20      | 2         | 1              | 3               | 10      | 239    | 3e         |
| 2018   | Formula Renault 2.0 NEC            | Josef Kaufmann Racing       | 8       | 0         | 0              | 0               | 0       | 0†     | N.C        |
| 2018   | Championnat d'Asie de Formule 3    | Absolute Racing             | 3       | 0         | 0              | 0               | 2       | 37     | 11e        |
| 2019   | F3 Asian Winter Series             | Absolute Racing             | 9       | 4         | 2              | 5               | 7       | 154    | 2e         |
| 2019   | Formule 3                          | Hitech Grand Prix           | 16      | 0         | 0              | 0               | 0       | 4      | 21e        |
| 2020   | Euroformula Open                   | CryptoTower Racing          | 18      | 11        | 12             | 12              | 16      | 394    | Champion   |

† Ye Yifei étant un pilote invité, il était inéligible pour marquer des points.